# 熊本県道101号植木河内港線
熊本県道101号植木河内港線（くまもとけんどう101ごう うえきかわちこうせん）は、熊本県熊本市北区から熊本市西区に至る一般県道である。

## 概要
熊本市西区河内地区に狭隘な区間がある。

### 路線データ
- 起点：熊本県熊本市北区植木町滴水（松原交差点、国道3号交点）
- 終点：熊本県熊本市西区河内町船津（河内港）

## 歴史
- 1993年（平成5年）5月11日 - 建設省から、県道植木河内港線の一部を熊本玉名線として主要地方道に指定される[1]。

## 路線状況

### 重複区間
- 熊本県道332号小天下硯川線（熊本市西区河内町野出 - 熊本市西区河内町東門寺）
- 熊本県道1号熊本玉名線（熊本市西区河内町岳）
- 国道501号（熊本市西区河内町船津）

## 地理

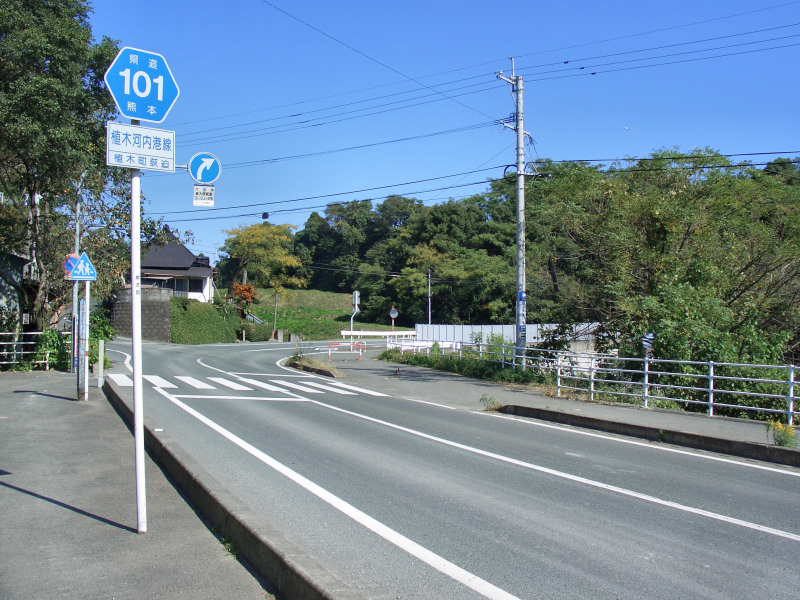
熊本市北区植木町荻迫

### 通過する自治体
- 熊本市（北区 - 西区）

### 交差する道路
| 交差する道路                           | 市町村名 | 市町村名 | 交差する場所 | 交差する場所      |
| -------------------------------------- | -------- | -------- | ------------ | ----------------- |
| 国道3号                                | 熊本市   | 北区     | 植木町滴水   | 松原交差点 / 起点 |
| 熊本県道113号玉名植木線                | 熊本市   | 北区     | 植木町滴水   |                   |
| 熊本県道31号熊本田原坂線               | 熊本市   | 北区     | 立福寺町     |                   |
| 熊本県道332号小天下硯川線 重複区間起点 | 熊本市   | 西区     | 河内町野出   |                   |
| 熊本県道332号小天下硯川線 重複区間終点 | 熊本市   | 西区     | 河内町東門寺 |                   |
| 熊本県道1号熊本玉名線 重複区間起点     | 熊本市   | 西区     | 河内町岳     |                   |
| 熊本県道1号熊本玉名線 重複区間終点     | 熊本市   | 西区     | 河内町岳     |                   |
| 国道501号 重複区間起点                 | 熊本市   | 西区     | 河内町船津   |                   |
| 国道501号 重複区間終点                 | 熊本市   | 西区     | 河内町船津   |                   |

- 熊本県道330号熊本山鹿自転車道線

### 交差する鉄道
- 鹿児島本線
- 九州新幹線

### 沿線
- 熊本市立桜井小学校
- JR九州鹿児島本線 植木駅
- 鐙田川（坪井川水系）
- 西谷川（坪井川水系）
- 立福寺川（坪井川水系）
- 西区役所河内総合出張所 芳野分室
- 熊本市立芳野小学校
- 熊本市立芳野中学校
- 拝ケ石巨石群
- 河内川（河内川水系本流）
- 峠の茶屋（夏目漱石作・草枕の舞台）
- 金峰森の駅みちくさ館
- 熊本市西消防署河内出張所
- 鼓ヶ滝（河内川）
- 岩戸の里公園
- 熊本市立河内小学校
- 熊本市立河内中学校
- 西区役所河内総合出張所
- 河内港
- 河内温泉